# One Cell in the Sea
One Cell in the Sea è il primo album in studio della cantautrice statunitense A Fine Frenzy, pubblicato nel 2007.

## Tracce
Tutte le tracce sono di Alison Sudol tranne dove indicato.
1. Come On, Come Out – 3:35 (Sudol, Hal Cragin, Lukas Burton)
2. The Minnow & the Trout – 4:28
3. Whisper – 4:56 (Sudol, Cragin, Burton)
4. You Picked Me – 4:23
5. Rangers – 4:33 (Sudol, Cragin, Burton)
6. Almost Lover – 4:28
7. Think of You – 4:06
8. Ashes and Wine – 4:20 (Sudol, Cragin, Burton)
9. Liar, Liar – 5:55
10. Last of Days – 4:12
11. Lifesize – 3:44 (Sudol, Cragin, Burton)
12. Near to You – 4:35 (Nicklas Sample, Sudol)
13. Hope for the Hopeless – 4:17 (Sudol, Cragin, Burton)
14. Borrowed Time – 4:13 (Sudol, Gus Black)